# Nadeschda-Pokal
Der Nadeschda-Pokal (dt. Hoffnungs-Pokal, russisch Кубок Надежды) ist eine Trophäe der Kontinentalen Hockey-Liga. Der Pokal wurde zur Saison 2012/13 zum ersten Mal verliehen.
Teilnehmer am Pokalwettbewerb sind alle KHL-Mannschaften, die die Play-offs um den Gagarin-Pokal verpassen.

## Pokalgewinner
| Saison | Gewinner          | Finalist          | Serie             |
| ------ | ----------------- | ----------------- | ----------------- |
| 2013   | Dinamo Riga       | Amur Chabarowsk   | 3:1               |
| 2014   | Awangard Omsk     | Dinamo Minsk      | 3:0               |
| 2015   | nicht ausgetragen | nicht ausgetragen | nicht ausgetragen |
| 2016   | nicht ausgetragen | nicht ausgetragen | nicht ausgetragen |